# Bundesinstitut für Bevölkerungsforschung

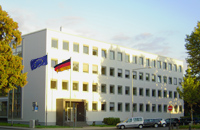
Das Bundesinstitut für Bevölkerungsforschung in Wiesbaden

Das Bundesinstitut für Bevölkerungsforschung (BiB) mit Sitz in Wiesbaden ist eine 1973 gegründete, nicht rechtsfähige (oder: rechtlich unselbstständige Einrichtung) deutsche Bundesanstalt im Geschäftsbereich des Bundesministeriums des Innern. Es untersucht die Ursachen und Folgen des demografischen Wandels mit dem Ziel der Politikberatung sowie der Information der Öffentlichkeit und wird in Verwaltungsgemeinschaft mit dem Statistischen Bundesamt geführt.

## Aufgabenstellung
Zu den Aufgaben des Instituts zählen:
1. wissenschaftliche Forschungen über Bevölkerungsfragen und damit zusammenhängende Familienfragen als Grundlage für die Arbeit der Bundesregierung zu betreiben;
2. wissenschaftliche Erkenntnisse in diesem Bereich zu sammeln und nutzbar zu machen, insbesondere zu veröffentlichen;
3. die Bundesregierung über wichtige Vorgänge in diesem Bereich zu unterrichten und sie in Einzelfragen zu beraten;
4. das Bundesministerium des Innern bei der internationalen Zusammenarbeit in Bevölkerungsfragen, insbesondere im Rahmen der Vereinten Nationen und des Europarates, zu unterstützen.

Zur Erfüllung dieser Aufgaben hält das Bundesinstitut Verbindung zu ähnlichen wissenschaftlichen Einrichtungen des In- und Auslandes. Das Institut bearbeitet ein breitgefächertes wissenschaftliches Programm, einschließlich Drittmittelprojekten, und vergibt Werkverträge. Darüber hinaus betreut das BiB redaktionell das Demografieportal des Bundes und der Länder.

## Organisationsstruktur
Am BiB sind derzeit 70 Personen beschäftigt, davon 56 Wissenschaftler. Das interdisziplinäre Forscherteam besteht aus Soziologen, Demografen, Wirtschaftswissenschaftlern, Geografen, Politikwissenschaftlern, Mathematikern und Statistikern, die sich auf das Fachgebiet Demografie spezialisiert haben.
Das BiB ist organisatorisch in drei Forschungsbereiche gegliedert:
- Familie und Fertilität
- Migration und Mobilität
- Alterung, Mortalität und Bevölkerungsdynamik

Das Institut wird seit dem 1. Oktober 2021 von Direktorin Christa Katharina Spieß geleitet. Des Weiteren wird es von einem Kuratorium beraten, dem Wissenschaftler und Vertreter von Bundesministerien sowie Ländern angehören.

## Veröffentlichungen
Die wichtigste wissenschaftliche Veröffentlichungsreihe des Bundesinstituts für Bevölkerungsforschung ist die im Internet frei zugängliche Zeitschrift „Comparative Population Studies“ (CPoS). Des Weiteren informiert „Bevölkerungsforschung Aktuell“ in populärwissenschaftlicher Weise über aktuelle Bevölkerungsfragen. Die „Materialien zur Bevölkerungswissenschaft“ wurden durch die Reihen „BiB Working Paper“, welche den Charakter von Arbeitspapieren, Forschungsberichten o. ä. haben, und „BiB Daten- und Methodenberichte“, in welchen Datensätze des BiB und Methoden dokumentiert werden, ersetzt. Darüber hinaus werden in unregelmäßigen Abständen Broschüren erstellt bzw. aktualisiert, die Laien bevölkerungsrelevante Themengebiete näherbringen sollen.

## Forschungsfelder für die Zukunft
Deutschland sieht sich gegenwärtig mit einer Reihe von bevölkerungsrelevanten Herausforderungen konfrontiert. Forschungsschwerpunkte bilden deshalb die Alterung, demografische Unterschiede zwischen Ost- und Westdeutschland, Familienstrukturen, Lebensformen und Geburtenentwicklung. Andere Arbeitsfelder umfassen regionale Bevölkerungsprozesse, die Wanderungen Deutscher, die Verfeinerungen demografischer Modellrechnungen sowie Weltbevölkerungs- und Entwicklungsfragen.

## Geschichte
Zunächst wurde das Institut kommissarisch von Hermann Schubnell (1910–1996) geleitet, erster ordentlicher Direktor des BiB war der Anthropologe Hans Wilhelm Jürgens. Ihm folgten Karl Schwarz (1979–1982), Wilfried Linke (1982–1988) und Charlotte Höhn (1988–2009) nach. Von 2009 bis 2021 war Norbert F. Schneider Direktor des BiB. Am 1. Oktober 2021 übernahm Christa Katharina Spieß die Institutsleitung.
Mitglied im Gründungskuratorium des BiB war unter anderen der Medizinstatistiker Siegfried Koller. Dieser war und ist insofern umstritten, als er im Nationalsozialismus mit Bevölkerungspolitik und unter anderem der Lösung des sogenannten „Asozialenproblems“ befasst war.

## Kooperation
Das BiB ist Kooperationspartner in wichtigen internationalen Forschungsprojekten wie GGP, PPAS/DIALOG, FEMAGE, FFS und JobMob.
Des Weiteren nimmt das BiB eine aktive Rolle innerhalb der Deutschen Gesellschaft für Demographie (DGD) und der European Association for Population Studies (EAPS) ein. Das Institut hat außerdem in Kooperation mit der EAPS die European Population Conference (EPC), die größte europäische Tagung zu demografischer Forschung, im Jahr 2016 in Mainz organisiert. Weiterhin ist es ein Mitglied des Netzwerks Population Europe.